# Gajęcki Ług
Gajęcki Ług (niem. Groß Gelüch) – osada leśna w Polsce położona w województwie zachodniopomorskim, w powiecie stargardzkim, w gminie Kobylanka, położona 6 km na północny zachód od Kobylanki (siedziby gminy) i 17 km na północny zachód od Stargardu (siedziby powiatu).
W latach 1975–1998 miejscowość położona była w województwie szczecińskim.

## Nazwa
Nazwa jest tzw. chrztem nazewniczym i ma charakter pseudodzierżawczy. Jest zestawieniem dwóch członów: przymiotnika gajęcki, wyprowadzonego od nazwy osobowej *Gajęta (por. Gaj(e)k) i nazwy pospolitej ług „łęg, podmokła łąka w dolinie rzeki”. Etymologia pierwotnej nazwy niemieckiej jest nieznana.